# Ani DiFranco
Angela Maria DiFranco, conocida como Ani DiFranco (Buffalo, Nueva York, 23 de septiembre de 1970) es una cantautora estadounidense y un conocido ícono feminista en su país.

## Trayectoria
Nació en Buffalo, Nueva York, hija de padres amantes de la música folk, comenzó su carrera musical a la edad de nueve años, cuando su profesor de guitarra le ayudó a realizar su primer concierto —sobre versiones de los Beatles— en un bar de la zona.
Sus gustos iniciales estaban influenciados por Suzanne Vega y Michelle Shocked pero pronto abandonó la música para estudiar ballet, aunque a los catorce años regresó a la guitarra y la composición. Un año después abandonó su hogar para vivir en casas de amigos hasta que comenzó a forjarse un nombre en el circuito de bandas de Buffalo.
En 1989, a la edad de dieciocho años, fundó su propio sello musical Righteous Babe Records con apenas US$50 y grabó Ani DiFranco, que fue lanzado en 1990. Más tarde se mudó a Nueva York y realizó numerosas giras.
En su propio sello musical, Righteous Babe Records es donde ha publicado la mayoría de sus canciones —con diecinueve años ya había compuesto más de 100 temas— hasta la fecha. Su aspecto es una mezcla de estilos, una especie de cantautora folk punk, con tatuajes y pírsines y una gran sensibilidad en sus composiciones al piano o la guitarra.
En septiembre de 1995, DiFranco participó en un concierto en el Salón de la Fama del Rock and Roll en Cleveland Ohio, inaugurando los Archivos Woody Guthrie en la ciudad de Nueva York. 
En general, gran parte de su trabajo es autobiográfico, manteniendo la tradición de líricas personales de los cantautores. También es un discurso politizado, comprometido con temas contemporáneos como el racismo, el sexismo o el abuso sexual, la homofobia, los derechos reproductivos, la pobreza y la guerra. La combinación de estas dos características es parcialmente responsable de su temprana popularidad en los círculos universitarios, algunos de los cuales armaron páginas en la web en una fecha tan temprana como 1994. A causa de su rápida popularidad a mediados de los 90 —una popularidad alimentada del boca a boca, no acompañada por las herramientas de difusión de las grandes compañías— sus fanes muchas veces manifiestan un sentimiento de comunidad entre ellos. A medida que DiFranco se ha hecho conocida por el público general, la fuerza con que sus fanes se identifican con esa comunidad ha decrecido.
DiFranco también ha abrazado posiciones políticas concretas más allá de sus letras. Durante las elecciones presidenciales de 2000 en EE. UU., manifestó su apoyo a Ralph Nader y al candidato Dennis Kucinich en las elecciones primarias del 2004.
Ha cosechado una cohorte de admiradores en todo el mundo, entre ellos otro mítico cantante y multinstrumentista conocido por su ambigüedad, Prince, del que ha versionado varios temas, entre ellos el famoso Purple Rain.
Muchas personas han notado un marcado estilo de staccato en el trabajo de DiFranco. Otro aspecto importante es su virtuosismo en punteo rápido y su habilidad en general en la guitarra acústica — notable en la canción Out of Range, apareciendo en el álbum homónimo. Sus letras también han recibido alabanzas por su sofisticación: aliteración y juegos de palabras en general son un componente importante, y una ironía más o menos leve llena muchas de sus canciones — especialmente esas que están en la intersección entre lo personal y lo político. Es conocida por su descriptivo uso de la metáfora. Lee mucha de sus líneas en un estilo hablado notorio por su variación rítmica. La canción Talking' Ani DiFranco's Mom Blues, un blues hablado de Dan Bern, une algunas de las líneas más notables de la carrera temprana de DiFranco.
Su música ha sido clasificada como folk rock y rock alternativo, pero desde sus álbumes más tempranos ha cruzado entre géneros, habiendo colaborado con una gran variedad de artistas incluyendo el músico de pop Prince (grabando en su álbum Rave Un2 the Joy Fantastic), el músico folk Utah Phillips, y el rapero Corey Parker. En varias canciones y álbumes ella ha usado una variedad de instrumentos así como estilos ---como instrumentos de viento, notablemente en Little Plastic Castle de 1998 y cuerdas, particularmente notables en el álbum en vivo Living ing Clip y su grabación de estudio, Knuckle Down.
Citas de DiFranco hablando en Pavement Studio, revista de arte: "La música folk no es una guitarra acústica. No es ahí donde esta el corazón del asunto. Yo uso la palabra 'folk' en referencia al punk y el rap. Es una actitud, es ser consciente de las herencias de uno, y es una comunidad. Es música subcorporativa que da voz a diferentes comunidades y su batalla contra la autoridad."
"La gente me ha estado pidiendo personalmente, por ejemplo, un libro de poesía durante mucho tiempo. Así que estoy pensando en escribir un libro de poesía. Pero es aún acerca de mí, yo lo que realmente quiero hacer pronto es una especie de documental".
"Quiero hacer una película acerca de la música folk vista desde el punto de vista de los festivales de folk. He pasado tantos años en ellos. Hay una increíble riqueza de música a la que el público general no está expuesto, punto. Es una extraña mezcla de hippie y mostacillas y están todos en un campo, agitando los brazos, y mientras tanto la música que ocurre en el escenario es toda... es realmente increíble, la música folk, y roots y world."
DiFranco es una música prolífica, habiendo producido tres álbumes de estudio de material nuevo y un álbum de remezclas solo en 1999. Ha lanzado al menos un álbum al año desde 1990, excepto en 2000 (tal vez porque había lanzado tres álbumes en 1999 y un álbum doble en 2001).
El éxito de su sello discográfico, Righteous Babe Records (RBR), es también notable. Ser dueña de RBR le da a DiFranco una gran libertad artística, incluyendo la habilidad de lanzar tanto y tan seguido como lo ha hecho, y la posibilidad de incluir material y lenguaje controvertidos. Referencias a su independencia de las grandes productoras aparecen ocasionalmente en sus canciones, muy notablemente en The Million You Never Made, que discute el acto de rechazar un contrato luctrativo, The Next Big Thing, una canción del temprano Not So Soft que describe una reunión imaginaria con un cazador de un sello que evalúa a la cantante basándose en su aspecto y Napoleon, en el álbum Dilate, que simpatiza sarcásticamente con una amiga que sí firmó con un sello discográfico.
DiFranco se ha unido ocasionalmente con Prince a discutir públicamente los problemas asociados con las grandes compañías discográficas. DiFranco esta orgullosa de su sello, que contrata a gente de su pueblo natal Buffalo. En una carta abierta a Ms. magazine de 1997, expresó desagrado frente a que lo que ve como una forma de asegurar su libertad artística, sea visto por otros solo en términos de éxito financiero.
El 11 de septiembre de 2001, DiFranco estaba en Manhattan y luego escribió el poema "Self Evident" sobre la experiencia. El poema apareció en el libro It's a Free Country: Personal Freedom in America After September 11. El título del poema también se convirtió en el nombre del primer libro de poesía de DiFranco publicado exclusivamente en Italia por Mínimo Fax. Más tarde también apareció en Verses, un libro de su poesía publicado en los Estados Unidos por Seven Stories. DiFranco ha escrito e interpretado muchas piezas habladas a lo largo de su carrera y apareció como poeta en la serie de HBO Def Poetry en 2005. 
Educated Guess, fue lanzado en 2004. De acuerdo con el sitio web de RBR, "desde el lanzamiento del segundo álbum en 1991 nunca ha actuado Ani tan sola como lo ha hecho en Educated Guess." La única otra persona involucrada en el disco fue Greg Calbi, que lo masterizó. DiFranco tocó todos los instrumentos e hizo todas las grabaciones sola en su casa, y tuvo que ver con gran parte del arte y diseño de tapa.
Un nuevo álbum, Knuckle Down, fue lanzado en 2005. En julio de ese año, RBR anunció por correo electrónico que DiFranco sufre de tendinitis y tomaría un descanso de un año de sus giras, volviendo a las rutas en el verano de 2006. DiFranco ha estado de gira casi constantemente en los últimos 15 años, tomando breves pausas para grabar álbumes de estudio. Su tour de 2005 terminó con una actuación en el festival de World Music y cruza de géneros FloydFest en Floyd, Virginia.
El 11 de septiembre de 2007, lanzó la primera retrospectiva de su carrera, una compilación de dos discos titulada Canon y simultáneamente una colección retrospectiva del libro de poesía Verses. El 30 de septiembre de 2008, lanzó Red Letter Year.
El 7 de mayo de 2019, DiFranco lanzó su libro de memorias, No Walls and the Recurring Dream, publicado por Viking Books.

## Activismo social
Desde los primeros días de su carrera, Ani DiFranco ha prestado su voz y su nombre a una amplia gama de movimientos sociales, realizando conciertos benéficos, apareciendo en álbumes benéficos, hablando en mítines y ofreciendo espacio de mesa de información a organizaciones en sus conciertos y equivalente virtual en su sitio web, entre otros métodos y acciones. En 1999 creó su propia organización sin fines de lucro; como ha informado Buffalo News, "A través de la Fundación Righteous Babe, DiFranco ha respaldado a varias organizaciones culturales y políticas de base, apoyando causas que van desde el derecho al aborto hasta la visibilidad de los homosexuales". 
Durante la primera Guerra del Golfo, DiFranco participó en el movimiento contra la guerra. A principios de 1993, actuó por primera vez en el Clearwater Folk Festival de Pete Seeger. En 1998 participó en la serie de conciertos benéficos Dead Man Walking recaudando fondos para la organización contra la pena de muerte "Not in Our Name" de la hermana Helen Prejean. El compromiso de DiFranco de oponerse a la pena de muerte es antiguo; También ha apoyado durante mucho tiempo el Centro Sur de Derechos Humanos 
En 2004, DiFranco visitó Birmania para conocer el movimiento de resistencia birmano y la lucha del país por la democracia. Durante sus viajes se reunió con la líder de la resistencia, entonces detenida, Aung San Suu Kyi. Su canción "In The Way" apareció más tarde en For the Lady, un CD benéfico que donó todas las ganancias a la Campaña de los Estados Unidos por Birmania.
En 2002, Righteous Babe Records estableció el programa "Ayudando a los niños de Buffalo" junto con miembros de la comunidad local para recaudar fondos para el sistema de escuelas públicas de Buffalo. Para iniciar el programa, DiFranco donó "la paga de un día" —la tarifa de presentación de su concierto de ese año en el Shea's Performing Arts Center— a ABC y desafió a sus fanáticos a hacer lo mismo. Desde entonces, Aiding Buffalo's Children se ha incorporado a la Community Foundation of Greater Buffalo, contribuyendo a una variedad de fondos de caridad. 
En 2005, cuando el huracán Katrina devastó la ciudad de residencia recién adoptada de DiFranco, Nueva Orleans, ella recogió donaciones de fanáticos de todo el mundo a través del sitio web de The Righteous Babe Store para Katrina Piano Fund, ayudando a los músicos a reemplazar los instrumentos perdidos en el huracán, recaudando más de $47 500 para la causa.
En 2010, después del derrame de petróleo de Deepwater Horizon, actuó en el concierto benéfico "For Our Coast" junto a Marianne Faithfull, C. C. Adcock y otros en el Acadiana Center for the Arts Theatre en Lafayette, recaudando fondos para Gulf Aid Acadiana y el show Golfo Aid con Lenny Kravitz, Mos Def y otros en Mardi Gras World River City en Nueva Orleans, ambos espectáculos lograron una recaudación de dinero para ayudar a proteger los humedales, limpiar la costa y ayudar a los pescadores y sus familias afectados por el derrame. 
DiFranco también forma parte de la junta de The Roots of Music, fundada por el baterista de Rebirth Brass Band, Derrick Tabb. La organización ofrece instrucción gratuita sobre bandas de música a los niños del área de Nueva Orleans, además de tutoría académica y mentoría.
DiFranco se unió a unas 500 000 personas en la Marcha por la vida de las mujeres en Washington D. C. en abril de 2004. Como invitada de honor, marchó tres millas en primera junto con Margaret Cho, Janeane Garofalo, Whoopi Goldberg, Gloria Steinem y otras. Más tarde ese mismo día, Ani tocó algunas canciones en el escenario principal frente al Capitolio, incluyendo "Your Next Bold Move". 
Scot Fisher, presidente de la etiqueta Righteous Babe y gerente de DiFranco durante mucho tiempo, ha sido un defensor del movimiento de preservación en Buffalo. En 1999, él y DiFranco compraron una iglesia en decadencia al borde de la demolición en el centro de Buffalo y comenzaron el largo proceso de restauración. En 2006, el edificio volvió a abrir sus puertas, primero brevemente como "La Iglesia" y luego como "Babeville", que alberga dos salas de conciertos, la oficina comercial del sello discográfico y el Centro de Arte Contemporáneo Hallwalls. 
DiFranco también es miembro de la organización benéfica Artists Against Racism, con sede en Toronto, por la que participó en un anuncio de servicio público de radio. 

## Vida personal
DiFranco se graduó de la Buffalo Academy for Visual and Performing Arts High School a los dieciséis años y comenzó a asistir a clases en Buffalo State College . Vivía sola, habiéndose mudado del apartamento de su madre después de convertirse en menor emancipada a los quince años.
Es abiertamente bisexual, y en 1998 se casó con su ingeniero de sonido, Andrew Gilchrist. Se separaron cinco años más tarde pero siguen siendo amigos. Algunas de sus canciones más recientes hablan de la idea de tener que elegir entre una vida o la otra, ha escrito canciones sobre el amor y el sexo con mujeres y hombres. Abordó la controversia sobre su sexualidad en la canción "In or Out" del álbum Imperfectly (1992).
En 1990, escribió "Lost Woman Song", que se inspiró en sus abortos a los dieciocho y veinte años. 
Tiene dos hijos, una niña y un niño.

## Discografía

### Álbumes de estudio[9]
- 1990 – Ani DiFranco
- 1991 – Not So Soft
- 1992 – Imperfectly
- 1993 – Puddle Dive
- 1994 – Out of Range
- 1995 – Not a Pretty Girl
- 1996 – Dilate
- 1998 – Little Plastic Castle
- 1999 – Up Up Up Up Up Up
- 1999 – To the Teeth
- 2001 – Revelling/Reckoning
- 2003 – Evolve
- 2004 – Educated Guess
- 2005 – Knuckle Down
- 2006 – Reprieve
- 2008 – Red Letter Year
- 2012 – Which Side Are You On?
- 2014 – Allergic to Water
- 2017 - Binary[10]

#### ConUtah Phillips
- 1996 – The Past Didn't Go Anywhere
- 1999 – Fellow Workers

### Álbumes en vivo
- 1994 – An Acoustic Evening With
- 1994 – Women in (E)motion (Edición alemana)
- 1997 – Living in Clip
- 2002 – So Much Shouting, So Much Laughter
- 2004 – Atlanta – 10.9.03 (Official Bootleg series #1)
- 2004 – Sacramento – 10.25.03 (Official Bootleg series #1)
- 2004 – Portland – 4.7.04 (Official Bootleg series #1)
- 2005 – Boston – 11.16.03 (Official Bootleg series #1)
- 2005 – Chicago – 1.17.04 (Official Bootleg series #1)
- 2005 – Madison – 1.25.04 (Official Bootleg series #1)
- 2005 – Rome – 11.15.04 (Official Bootleg series #1)
- 2006 – Carnegie Hall – 4.6.02 (Official Bootleg series n.º 1 – disponible en tiendas)
- 2007 – Boston – 11.10.06 (Official Bootleg series #1)
- 2008 – Hamburg – 10.18.07 (Official Bootleg series #1)
- 2009 – Saratoga, CA – 9.18.06 (Official Bootleg series #1)
- 2009 – Chicago – 9.22.07 (Official Bootleg series #1)
- 2010 – Live at Bull Moose Music (Edición limitada)[11]
- 2012 – Buffalo – April 22, 2012 (Official Bootleg series #2)
- 2013 – London – October 29, 2008 (Official Bootleg series #2)
- 2014 – Ridgefield, CT – November 18, 2009 (Official Bootleg series #2)
- 2014 – Harrisburg, PA – January 23, 2008 (Official Bootleg series #2)
- 2015 - Nueva York, NY - 30 de marzo de 1995 (Official Bootleg series #2)
- 2016 - Glenside, PA - 11 de noviembre de 2012 (Official Bootleg series #2)
- 2016 - Melbourne, FL - 19 de enero de 2016 (Official Bootleg series #2)
- 2018 - Charlottesville, VA - 5.12.18 (Official Bootleg series #3)
- 2019 - Woodstock, NY - 6.16.19 (Official Bootleg series #3)

### EP
- 1996 – More Joy, Less Shame
- 1999 – Little Plastic Remixes (limited distribution)
- 2000 – Swing Set
- 2016 – Play God

### Videos
- 2002 – Render: Spanning Time with Ani DiFranco
- 2004 – Trust
- 2008 – Live at Babeville

## Premios
El 21 de julio de 2006, DiFranco recibió el premio Woman of Courage en la Conferencia de la Organización Nacional de Mujeres (NOW) y en la Cumbre de Jóvenes Feministas en Albany, Nueva York. DiFranco fue una de las primeras músicas en recibir el premio, que se otorga cada año a una mujer que se ha distinguido por sus contribuciones al movimiento feminista. 
En 2009, DiFranco recibió el premio Woody Guthrie por ser una voz de cambio social positivo. 
| Año  | Trabajo nominado      | Premio                                                                     | Resultado |
| ---- | --------------------- | -------------------------------------------------------------------------- | --------- |
| 1997 | Shy                   | Premio Grammy a la mejor interpretación vocal de rock femenina 1997        | Nominada  |
| 1998 | Glass House           | Premio Grammy a la mejor interpretación vocal de rock femenina 1998        | Nominada  |
| 1999 | Little Plastic Castle | Gay/Lesbian American Music Awards/ Best Rock/ Alternative Song             | Ganadora  |
| 1999 | Ani DiFranco          | Gay/Lesbian American Music Awards/ OutMusic Award                          | Ganadora  |
| 1999 | Ani DiFranco          | Gay/Lesbian American Music Awards/ Female Artist of the Year               | Nominada  |
| 2000 | Hello Birmingham      | Planned Parenthood Maggie Award for Media Excellence                       | Ganadora  |
| 2000 | Jukebox               | Premio Grammy a la mejor interpretación vocal de rock femenina 2000        | Nominada  |
| 2000 | Fellow Workers        | Premio Grammy al mejor álbum de folk contemporáneo 2000                    | Nominada  |
| 2000 | Ani DiFranco          | Gibson Guitar Award, Best Acoustic Artist Female                           | Ganadora  |
| 2004 | Evolve                | Premio Grammy al mejor diseño de embalaje 2004                             | Ganadora  |
| 2004 | Ani DiFranco          | Southern Center for Human Rights, Human Rights Award                       | Ganadora  |
| 2005 | Educated Guess        | Premio Grammy al mejor álbum de folk contemporáneo 2005                    | Nominada  |
| 2005 | Educated Guess        | Premio Grammy al mejor diseño de embalaje 2005                             | Nominada  |
| 2006 | Knuckle Down          | Premio Grammy al mejor diseño de embalaje 2006                             | Nominada  |
| 2006 | Ani DiFranco          | National Organization of Women, Woman of Courage Award                     | Nominada  |
| 2007 | Reprieve              | Premio Grammy al mejor diseño de embalaje 2007                             | Nominada  |
| 2008 | State of Mind         | BMI Cable Award                                                            | Ganadora  |
| 2009 | Ani DiFranco          | Woodie Guthrie Award                                                       | Ganadora  |
| 2013 | Ani DiFranco          | Winnipeg Folk Festival Artistic Achievement Award                          | Ganadora  |
| 2017 | Ani DiFranco          | A2IM Lifetime Achievement Award                                            | Ganadora  |
| 2017 | Ani DiFranco          | Outstanding Achievement for Global Activism Award from A Global Friendship | Ganadora  |